# イースタン・カンファレンス (NBA)
イースタン・カンファレンス（Eastern Conference）は、北米プロバスケットボールリーグNBAの二つあるカンファレンスのうちの一つ。もう一つは、ウェスタン・カンファレンス (Western Conference)。それぞれのカンファレンスが3つのディビジョンを持ち、ディビジョンは各5チームで構成されている。イースタン・カンファレンスは、アトランティック・ディビジョンの5チーム、セントラル・ディビジョンの5チーム、サウスイースト・ディビジョンの5チームが所属する。

## 現在の地区割り
イースタン・カンファレンスの所属チームは次のとおり:

## 経緯
現在の地区割りは2004-2005シーズンよりシャーロット・ボブキャッツが30チーム目のフランチャイズとして加入した際のフォーマットとなっておりミッドウェスト・ディビジョンが廃止されサウスウェスト・ディビジョン、ノースウェスト・ディビジョンが新設された。またニューオーリンズ・ホーネッツがイースタン・カンファレンスのセントラル・ディビジョンからウェスタン・カンファレンスのサウスウェスト・ディビジョンに移った。

### 過去の所属チーム
消滅したチーム
- プロビデンス・スティームローラーズ
- トロント・ハスキーズ
- ワシントン・キャピトルズ

ウェスタン・カンファレンスに移ったチーム
- バッファロー・ブレーブス （サンディエゴに移転しクリッパーズと改称、現在ロサンゼルス・クリッパーズ）
- シンシナティ・ロイヤルズ （カンザスシティ-オマハ キングス, カンザスシティ・キングス, 現在サクラメント・キングス)
- ゴールデンステート / フィラデルフィア・ウォリアーズ
- ヒューストン・ロケッツ
- ニューオーリンズ / シャーロット・ホーネッツ
- サンアントニオ・スパーズ
- ユタ / ニューオーリンズ・ジャズ

## カンファレンス優勝の決定方式
2007年以降のプレーオフには各ディビジョン優勝したチーム及びディビジョン優勝を逃したチームの中で最高勝率をあげたチームが第1シードから第4シード、残ったチームのうち勝率の良いチームから第5シードから第8シードとなる。ディビジョン優勝を逃した場合でも他のディビジョン優勝したチームよりも勝率で上回った場合は第2シード、第3シードとなる可能性がある。ホームコートアドバンテージは対戦するチームの勝率により決定される。例えば第3シードのチームより第6シードのチームの方が勝率で上回る場合、第6シードのチームがホームコートアドバンテージを与えられる。
地区優勝したチームが第1シードから第3シード、その他チームが第4シードから第8シードとなる場合、ディビジョン優勝を逃したチームのうち最も勝率が高いチームが他の2つの地区優勝したチームより勝率で上回っていた場合にカンファレンスセミファイナルで勝率上位の2チームが対戦しないよう配慮がされている。実際2006年のプレーオフではウェスタン・カンファレンスの勝率1位、2位となったサンアントニオ・スパーズ、ダラス・マーベリックスが共にサウスウェスト・ディビジョンに所属していたため両チームはカンファレンスセミファイナルで対戦した。また第3シードとなったデンバー・ナゲッツはカンファレンスの第4、第5、第6、第7シードのチームよりも勝率が悪かった。その後NBAはカンファレンスの最良の2チームがカンファレンスファイナルまで対戦しないようフォーマットが変更された。プレーオフ1回戦、2回戦、カンファレンスファイナルを勝ち上がったチームがウェスタンカンファレンスの優勝チームとNBAファイナルで対戦することとなる。全てのラウンドは7試合制で行われ先に4勝したチームが勝ちあがる（かつてはプレーオフ1回戦は5試合制で行われ先に3勝したチームが勝ちあがった。）。

## カンファレンス・チャンピオン
|  | - 1971: ボルチモア・ブレッツ - 1972: ニューヨーク・ニックス - 1973: ニューヨーク・ニックス - 1974: ボストン・セルティックス - 1975: ワシントン・ブレッツ - 1976: ボストン・セルティックス - 1977: フィラデルフィア・セブンティシクサーズ - 1978: ワシントン・ブレッツ - 1979: ワシントン・ブレッツ - 1980: フィラデルフィア・セブンティシクサーズ - 1981: ボストン・セルティックス - 1982: フィラデルフィア・セブンティシクサーズ - 1983: フィラデルフィア・セブンティシクサーズ - 1984: ボストン・セルティックス - 1985: ボストン・セルティックス - 1986: ボストン・セルティックス - 1987: ボストン・セルティックス - 1988: デトロイト・ピストンズ | - 1989: デトロイト・ピストンズ - 1990: デトロイト・ピストンズ - 1991: シカゴ・ブルズ - 1992: シカゴ・ブルズ - 1993: シカゴ・ブルズ - 1994: ニューヨーク・ニックス - 1995: オーランド・マジック - 1996: シカゴ・ブルズ - 1997: シカゴ・ブルズ - 1998: シカゴ・ブルズ - 1999: ニューヨーク・ニックス - 2000: インディアナ・ペイサーズ - 2001: フィラデルフィア・セブンティシクサーズ - 2002: ニュージャージー・ネッツ - 2003: ニュージャージー・ネッツ - 2004: デトロイト・ピストンズ - 2005: デトロイト・ピストンズ - 2006: マイアミ・ヒート - 2007: クリーブランド・キャバリアーズ - 2008: ボストン・セルティックス - 2009: オーランド・マジック | - 2010: ボストン・セルティックス - 2011: マイアミ・ヒート - 2012: マイアミ・ヒート - 2013: マイアミ・ヒート - 2014: マイアミ・ヒート - 2015: クリーブランド・キャバリアーズ - 2016: クリーブランド・キャバリアーズ - 2017: クリーブランド・キャバリアーズ - 2018: クリーブランド・キャバリアーズ - 2019: トロント・ラプターズ - 2020: マイアミ・ヒート - 2021: ミルウォーキー・バックス - 2022: ボストン・セルティックス - 2023: マイアミ・ヒート - 2024: ボストン・セルティックス |

太字はNBAチャンピオン

## これまでのカンファレンス優勝回数
- 11: ボストン・セルティックス
- 7: マイアミ・ヒート
- 6: シカゴ・ブルズ
- 5: フィラデルフィア・セブンティシクサーズ - シラキュース・ナショナルズ
- 5: デトロイト・ピストンズ
- 5: クリーブランド・キャバリアーズ
- 4: ニューヨーク・ニックス
- 4: ワシントン/ボルチモア・ブレッツ
- 2: オーランド・マジック
- 2: ニュージャージー・ネッツ
- 1: インディアナ・ペイサーズ
- 1: ミルウォーキー・バックス
- 1: トロント・ラプターズ